# La tutoria
La tutoria (noruec: Armand) és una pel·lícula dramàtica de thriller del 2024 escrita i dirigida pel cineasta noruec Halfdan Ullmann Tøndel, en el seu debut com a director. Es tracta d'una coproducció internacional entre empreses de Noruega, Països Baixos, Alemanya i Suècia. La pel·lícula és protagonitzada per Renate Reinsve, Ellen Dorrit Petersen, Endre Hellestveit, Thea Lambrechts Vaulen, Øystein Røger i Vera Veljovic. S'ha subtitulat al català.
La pel·lícula es va estrenar a la secció Un certain regard al 77è Festival de Canes el 18 de maig de 2024, i va guanyar la Càmera d'Or a la millor pel·lícula inicial. Va arribar als cinemes de Noruega el 27 de setembre de 2024. Va ser elegida com a candidata noruega a l'Oscar a la millor pel·lícula internacional a la 97a edició dels premis, i va ser la llista final de desembre.